# 42 (nombre)
« Quarante-deux » redirige ici. Cet article concerne le nombre 42. Pour l'année, voir 42. Pour la réponse, voir La grande question sur la vie, l'univers et le reste.
Le nombre 42 (quarante-deux)  est l’entier naturel qui suit 41 et qui précède 43.

## Informatique
- Dans la table des caractères ASCII le caractère "*" ou bien 2A en hexadécimal

## Mathématiques
Le nombre 42 est :
- un nombre composé trois fois brésilien ou 3-brésilien car 42 = 2224 = 3313 = 2220 ;
- la décomposition en produit de facteurs premiers de ce nombre composé en fait un nombre sphénique ;
- la somme des trois premières puissances de 2 d'exposant impair (21 + 23 + 25 = 42) ;
- la somme des deux premières puissances de 6 d'exposant non nul (61 + 62 = 42) ;
- le troisième nombre 15-gonal ;
- un nombre de Catalan ;
- un nombre méandrique et méandrique ouvert ;
- un nombre Harshad ;
- un nombre pratique ;
- un nombre oblong ;
- un autonombre ;
- le seul nombre, avec 24, ayant des chiffres différents donnant le même résultat si on inverse ses chiffres (puissance) : 42 = 24 = 16 ;
- jusqu’en septembre 2019, c’était le seul nombre entier positif inférieur à 100 que l'on ne savait pas écrire comme la somme de trois cubes d'entiers relatifs[1], mais une décomposition a été obtenue depuis[2];
- le nombre de colorations en trois couleurs du graphe K3,3.
- le nombre de fois qu'il faudrait plier sur elle-même une feuille de papier de 0,1 mm d'épaisseur pour obtenir une épaisseur supérieure à la distance Terre-Lune (439 000 km)[a] ;
- le premier nombre de la suite de Recamán à apparaitre deux fois.

## Dans d'autres domaines
Le nombre 42 est aussi :

### Sciences
- 42 éclipses de soleil et 42 de lune durant un saros ;
- Le n° de Messier de la nébuleuse d’Orion (M42) ;
- La résistance mécanique en GPa du graphène ;
- Ce nombre est quelquefois utilisé en relation avec les ordinateurs :
  - l'identifiant au commencement de chaque fichier TIFF est 42 ;
  - sous GNU/Linux, la fonction de la bibliothèque standard C memfrob chiffre une zone mémoire en effectuant une opération XOR avec le nombre 42[3] ;
  - le numéro de l’inode du répertoire root dans un système de fichier reiser4 est 42 ;
- Le numéro atomique du molybdène, un métal de transition ;
- L’angle visuel entre la partie colorée d’un arc-en-ciel et le point central de son arc (où l’ombre de votre tête serait projetée) est 42 degrés ;
- Le nombre de chromosomes d'une cellule hexaploïde d'avoine est 42.

### Compétitions
- Le score maximal réalisable à titre individuel au cours des Olympiades internationales de mathématiques (252 étant le score maximal réalisable par équipe).
- La distance à parcourir lors d'un marathon (42,195 km)

### Culture
- Une partie du nom de :
  - 42 BELOW, une vodka produite en Nouvelle-Zélande ;
  - Level 42, le nom d’un groupe ;
- le titre d'une chanson du groupe Coldplay, dans l'album Viva la Vida (2008). Le groupe a confessé que selon lui, un album ne devrait pas dépasser 42 minutes ;
- 42 est une chanson écrite et produite par le trio de hip-hop 3Racha dont les trois membres, Bang Chan, Han Jisung et Seo Changbin font également partie du groupe de K-pop Stray Kids. Dans cette chanson l'un des membres dit : « Why do we live? What's the purpose? Is it 42? Stop speaking nonsense! » ce qui fait directement référence à l'œuvre de Douglas Adams ;
- un baril de pétrole est équivalent à 42 gallons du même liquide ;
- la taille de l'obélisque inachevé dans la carrière d'Assouan en Égypte, c'est-à-dire 42 mètres de long ;
- le n° du département français de la Loire ;
- le n° de la province du Hubei, en Chine ;
- le nombre d’années de mariage des noces de nacre ;
- 42, une école informatique créée par Nicolas Sadirac et Xavier Niel qui a ouvert en novembre 2013 (en référence à l’œuvre de Douglas Adams : voir rubrique « Fiction » ci-dessous). Le nombre était déjà largement utilisé à Epitech (première école fondée par Nicolas Sadirac) et à Epita dans le système de notation ou encore les heures de rendu des projets ;
- Ligne 42  ;
- pour l'institut national de la propriété intellectuelle (INPI) en France, la classe 42[4] correspond aux évaluations techniques concernant la conception (travaux d’ingénieurs), les recherches scientifiques et les recherches techniques. Cette classe comprend notamment la programmation, le développement de logiciel, l’architecture ou la conception d'art graphique.
- Éditions B42, maison d'édition nommée en référence aux 42 lignes de la Bible de Gutenberg.

### Fiction
- 42 est la réponse à La grande question sur la vie, l'Univers et le reste dans l’œuvre de Douglas Adams Le Guide du voyageur galactique. Il reste alors à déterminer quelle était, précisément, la question. L'ouvrage étant culte dans les pays anglo-saxons, le nombre 42 est parfois repris dans des fictions, à titre de clin d'œil. Le mouvement Wikimédia n'est pas en reste : Q42 est le numéro de l'élément wikidata correspondant à Douglas Adams.
- Un été 42 (titre original : Summer of '42) est un film américain réalisé par Robert Mulligan, sorti en 1971.
- Il apparaît sous différentes formes et parsème à maintes reprises le film Spider-Man: New Generation (titre original : Spider-Man: Into the Spider-Verse), en hommage au joueur de baseball Jackie Robinson et à Douglas Adams. Il réapparait ensuite dans la suite de ce dernier Spider-Man: Across the Spider-Verse et s'avère être l'univers de l'araignée ayant mordu Miles Morales laissant ce dernier dépourvu de Spider-Man
- 42 est le numéro de la règle selon laquelle les personnes de plus d'un mille ne peuvent être présentes au tribunal de la Reine de Cœur dans Les Aventures d'Alice au pays des merveilles.
- 42 est le nombre de minutes du chiffre de la Fin du Monde dans le film Donnie Darko.
- 42 est le titre d'un épisode de la série télévisée Doctor Who (Épisode 3X07) en référence à Douglas Adams.
- 42 est le numéro de l'appartement de Fox Mulder dans la série X-Files : Aux frontières du réel, en référence à Douglas Adams.
- 42 est le numéro de la dernière armure de Tony Stark dans le film Iron Man 3, en référence à Douglas Adams.
- Dans Roméo et Juliette, Acte IV Scène 1, le Frère Laurent donne à Juliette une fiole qu'elle devra boire et qui lui donnera l'apparence de la mort pendant 42 heures.
- Dans Cloud Atlas, au début du film, le couple formé par Robert Frobisher et Rufus Sixsmith loge dans la chambre 42.
- 42 est un film américain réalisé par Brian Helgeland et sorti en 2013. Il retrace la vie de la légende du baseball Jackie Robinson, incarné par Chadwick Boseman.
- Dans la bande dessinée L'Élève Ducobu, l'instituteur Gustave Latouche s'obstine à interroger régulièrement le cancre Ducobu sur les tables de multiplication. La question qu'il lui pose presque toujours est combien font 6 × 7. La bonne réponse (que Ducobu ne donne jamais, sauf s'il a trouvé un truc pour tricher) est bien sûr 42. Le second album de la série a pour titre 6 × 7 = ♥.
- 42 est le numéro de la porte de sortie du paradis dans la série Supernatural dans l'épisode Inside Man.
- 42 serait le numéro fétiche de Dr House d'après ce qu'il dit dans l'épisode 17 de la saison 2 « Douze ans après ». 42 correspond à l'hématocrite d'une ancienne patiente ; il justifie connaître ce taux par cœur pour cette patiente (ce qui a peu de sens car ce taux évolue) en prétendant qu'il s'agit de son « chiffre » fétiche. La traduction française lui fait dire « chiffre » au sens commun, « nombre » aurait été plus rigoureux.
- 42 apparaît dans la série Vampire Diaries dans l’épisode 22 de la saison 4. Alaric prouve à Damon que c'est vraiment lui en lui montrant ce qu'il y a dans le casier 42.
- Dans le jeu vidéo Evoland 2 sorti sur PC, selon le prophète, le nombre du Grand destructeur est 42, en référence à Douglas Adams.
- Dans le jeu vidéo League of Legends, Heimerdinger dit souvent les phrases suivantes : "42 ! J'en étais sûr ! Mais, quelle était la question déjà ?" "42... ce nombre doit bien vouloir dire quelque chose... Mais quoi ?", en référence à Douglas Adams.
- Dans la série Lost, le nombre 42 est récurrent : durée approximative d'un épisode (les épisodes durent 42 minutes voire 42 minutes et 42 secondes pour certains), un des numéros gagnants du tirage de la loterie, un des nombres qui relance le compte à rebours dans la station 3 "Le Cygne", nombre correspondant à Sun et Jin Kwon dans la grotte que l'homme en noir montre à Sawyer.
- Dans la comédie française "Je suis timide mais je me soigne", sortie en 1978, le personnage de Pierre Renaud (incarné par Pierre Richard, également réalisateur du film), atteint d'une timidité maladive, s'adressant à la vendeuse d'un grand magasin, dans l’espoir qu'elle lui fournisse deux slips en taille 42, lui répète frénétiquement : "deux 42 vite". Cette réplique est aujourd'hui passée dans le vocabulaire commun pour signifier un sentiment d'urgence absurde.
- 42 le nom donné au Poulpe du restaurant "c'est le plat n°42"  dans la série Résident Alien saison 2, sur Syfy.
- Dans le jeu vidéo Resident Evil, "42" désigne le point d'observation de la résidence qui a donné son nom au second boss du jeu alias "la plante 42".

### Religions
- Un Sefer Torah moderne est écrit avec 42 lignes de texte par colonne ;
- le numéro de la sourate Ash-Shura dans le Coran ;
- La Bible de Gutenberg comporte 42 lignes de texte par colonne ;
- 42 est le nombre de générations (3 fois 14) séparant Abraham et Jésus, d'après l’Évangile selon Matthieu [chapitre 1, versets 1 à 17] ;
- En Égypte antique, durant le jugement de l'âme, le nouveau mort doit déclarer ne pas avoir commis 42 péchés devant autant de juges
- Dans la Bible Hébraïque, le Prophète Élisée, successeur d’Élie, maudit de jeunes enfants se moquant de son manque de cheveux. 42 d’entre eux furent immédiatement dévorés par deux ours sortant des bois (deuxième livre des Rois, chapitre II, 23 et 24) ;
- Une prophétie biblique dans le Nouveau Testament declare que la Bête gouvernera la Terre pendant 42 mois, d'après le livre de l'Apocalypse [Chapitre 13, verset 5].